# شبکه کوهستانی آمریکا
شبکه کوهستانی آمریکا (انگلیسی: American Cordillera) شبکه‌ای از رشته‌کوه‌ها (شبکه کوهستانی) که شامل یک شبکه تقریباً پیوسته از رشته‌کوه‌هایی است که «ستون فقرات» غربی قاره آمریکا را تشکیل می‌دهد. آکونکاگوا بلندترین قله این شبکه است. همچنین این شبکه کوهستانی، ستون فقرات کمانی آتشفشانی است که نیمه شرقی حلقه آتش در اقیانوس آرام را تشکیل می‌دهد.

## ویژگی‌ها

### آمریکای شمالی
محدوده‌های شبکه کوهستانی از مکزیک به سمت شمال، مجموعاً شبکه کوهستانی آمریکای شمالی نامیده می‌شود. از شمال به جنوب، توالی و هم‌پوشانی دامنه‌های این شبکه به موازات رشته‌کوه‌های آلاسکا و بروکس در آلاسکا آغاز شده و با عبور از یوکان به سمت بریتیش کلمبیا ادامه می‌یابد. کمربند اصلی کوه‌های راکی نیز در امتداد و به موازات کوه‌های کلمبیا و رشته‌کوه‌های ساحلی اقیانوس آرام و جزیره‌های آن به سمت بریتیش کلمبیا و جزیره ونکوور ادامه می‌یابد. در ایالات متحده آمریکا، شاخه‌های این شبکه کوهستانی، کوه‌های راکی، سیرا نوادا، کسکیدز و چندین رشته‌کوه کوچک ساحلی اقیانوس آرام را در بر می‌گیرد. شبکه کوهستانی قاره آمریکا در مکزیک از میان سیرا مادره باختری و سیرا مادره خاوری و نیز کوه‌های ستون فقرات شبه‌جزیره باخا کالیفرنیا ادامه می‌یابد.
شبکه کوهستانی قاره آمریکا از میان رشته‌کوه‌های آمریکای مرکزی در گواتمالا، هندوراس، نیکاراگوئه، کاستاریکا و پاناما ادامه یافته و در آمریکای جنوبی به کوه‌های آند تبدیل می‌شود.

### آمریکای جنوبی و جنوبگان
شبکه کوهستانی از آمریکای مرکزی به آمریکای جنوبی ادامه یافته و حتی به سرزمین جنوبگان نیز می‌رسد. در آمریکای جنوبی، امتداد این شبکه کوهستانی به نام کوه‌های آند شناخته می‌شود. رشته کوه‌های آند به‌صورت رشته‌های موازی و شبکه‌های جزیره‌ای در سواحل شیلی، از میان کلمبیا، ونزوئلا، اکوادور، پرو، بولیوی، آرژانتین و شیلی، در تیرا دل فوئگو به انتهای جنوبی آمریکای جنوبی می‌رسد. این شبکه با امتداد از طریق کمان اسکوشیا، پیش از رسیدن به کوه‌های شبه‌جزیره جنوبگان ادامه می‌یابد.